# 马骏 (1963年)
马骏（1963年8月—），男，汉族，湖南长沙人，中共党员，肿瘤学专家，中山大学教授、博士生导师。2023年当选中国科学院院士。主要从事鼻咽癌的临床诊治和研究工作。

## 简历
1980年从株洲市第二中学考入湖南医学院。1990年取得中山医科大学（现中山大学）肿瘤学专业硕士。2000年到美国得克萨斯大学安德森癌症中心做博士后研究。2002年进入中山大学肿瘤防治中心工作。

## 头衔
- 中山大学肿瘤防治中心常务副主任、常务副院长、首席鼻咽癌专家、主任医师
- 广州市鼻咽癌多学科临床诊治重点实验室主任
- 国务院学位委员会特种医学学科评议组召集人
- 第八届教育部科学技术委员会生命医学部委员
- Cancer Communications执行编委
- 中国-美国临床肿瘤协会（CSCO-ASCO）鼻咽癌临床诊治指南委员会联合主席及牵头人[2]

## 荣誉
- 2015年、2009年获国家科技进步二等奖
- 2007年、2014年、2023年获中华医学科技奖一等奖
- 2022年获何梁何利医学医药进步奖
- 2020年获吴阶平医药创新奖
- 2023年获谈家桢临床医学奖